# Alien Swarm
Alien Swarm è un gioco d'azione, sviluppato e pubblicato da Valve Corporation. Si tratta di un remake del mod Alien Swarm di Unreal Tournament 2004, sviluppato dal team originale ora assunto da Valve. È stato distribuito gratuitamente il 19 luglio 2010.

## Modalità di gioco
Il gameplay di Alien Swarm si basa su uno stile di gioco abbastanza impegnativo, in cui correre e sparare non sono le sole cose da fare per sopravvivere. Dal momento che il numero di nemici è elevato, nel gioco sono presenti possibilità particolari, come bloccare porte per rallentare gli alieni, rallentare il tempo momentaneamente o stordire o immobilizzare gli alieni con particolari armi o oggetti. Il personaggio viene comandato in terza persona, con una visuale dall'alto, e il cursore svolge il ruolo sia di puntatore che di indicatore delle munizioni. Nonostante tutta la campagna si svolga in una colonia spaziale, la varietà degli ambienti è notevole, e si passa da ambientazioni innevate a interni, da fogne a centrali elettriche. Interessanti anche alcune aggiunte alla campagna, come sezioni di slow motion legate a particolari eventi scriptati oppure all'adrenalina, un equipaggiamento che permette di rallentare lo scorrere del tempo per una decina di secondi, in modo da puntare con più calma le armi.

## Personaggi
In totale vi sono 8 personaggi totali giocabili, divisi in 4 classi: Comandanti, Armi speciali, Medici, Esperti di tecnologia. Ogni personaggio ha abilità e bonus diversi da tutti gli altri, per esempio, ci sono medici che curano più velocemente ma hanno meno resistenza in battaglia e viceversa, eccetera.

### Comandanti
Arrecano più danno delle altre classi e possono portare più munizioni esplosive. Sono inoltre gli unici personaggi che possono utilizzare il Vindicator, un fucile a pompa devastante, e le mine incendiarie. Solitamente sono i primi ad andare incontro ai nemici, considerando la notevole potenza di fuoco anteriore a loro disposizione, ma all'occorrenza possono svolgere anche ruoli di supporto (soprattutto se equipaggiati con lanciagranate). I due personaggi giocabili di questa classe sono Sarge e Jaeger.

### Armi speciali
Sono gli unici in grado di utilizzare le armi pesanti del gioco, cioè l'autogun, arma paragonabile ai normali fucili mitragliatori ma con una potenza di fuoco più elevata e caricatore decisamente più ampio, senza contare la mira automatica, e la minigun (solo a un livello sufficiente), un mitragliatore devastante che però deve essere "preparato" prima di poter sparare. Non hanno bonus di danno (e non ne hanno bisogno), ma hanno bonus quali velocità di ricarica e resistenza aggiuntiva. I personaggi giocabili sono Wildcat e Wolfe.

### Medici
Classe fondamentale nelle missioni con rischio di infestazione (condizione molto pericolosa curabile solo da questa classe). Anche se non sono proprio resistenti, sono leggermente più veloci di altre classi e possono curare i propri compagni feriti con l'"heal beacon", una sorta di "campo curante" che cura lentamente tutti i marines nel suo raggio d'azione, e il fucile curante, che cura velocemente una persona per volta senza rallentare la squadra. I personaggi di questa classe sono Faith e Bastille.

### Esperti di tecnologia
Chiamati semplicemente "Tech" nel gioco, hanno accesso a numerosi vantaggi: ricaricano le loro armi più in fretta, possono utilizzare il P-Rifle, un mitragliatore leggero con mira automatica, assemblano le mitragliatrici automatiche velocemente, bloccano le porte velocemente e sono gli unici in grado di completare particolari obbiettivi o di sbloccare alcuni pannelli o di inserirsi in alcuni computer. Ciò viene fatto tramite dei minigiochi del tipo "assembla il circuito" o "allinea i numeri", e così via. Possono, tra l'altro, utilizzare la mini-mappa dell'area di missione. In molte missioni, se il "Tech" di turno viene ucciso, il gioco deve ricominciare perché alcuni obiettivi diventano impossibili da completare. I personaggi giocabili sono Crash e Vegas.